# Kalisz Pomorski (gmina)
Kalisz Pomorski – gmina miejsko-wiejska położona w województwie zachodniopomorskim, w południowej części powiatu drawskiego. Siedzibą gminy jest miasto Kalisz Pomorski. Gmina ma powierzchnię ponad 48 tysięcy hektarów, z czego połowę zajmuje poligon drawski. Jest to największa gmina pod względem powierzchni w powiecie drawskim i jedna z największych w województwie. Według danych z 31 grudnia 2016 r. gmina miała 7406 mieszkańców. Miejsce w województwie (na 114 gmin):
powierzchnia 4., ludność 54.

## Położenie
Gmina leży na Równinie Drawskiej oraz Pojezierzu Ińskim. Według danych z 1 stycznia 2014 r. powierzchnia gminy wynosiła 480,87 km². Gmina stanowi 27,3% powierzchni powiatu.
Sąsiednie gminy:
- Drawno i Recz (powiat choszczeński)
- Drawsko Pomorskie, Wierzchowo i Złocieniec (powiat drawski)
- Dobrzany i Ińsko (powiat stargardzki)
- Mirosławiec i Tuczno (powiat wałecki)

W latach 1975–1998 wchodziła w skład województwa koszalińskiego.

## Demografia
Według danych z 31 grudnia 2016 r. gmina miała 7406 mieszkańców. Gminę zamieszkuje 12,8% ludności powiatu. Gęstość zaludnienia wynosi 15,4 osoby na km² – gmina o najmniejszej gęstości zaludnienia w powiecie.

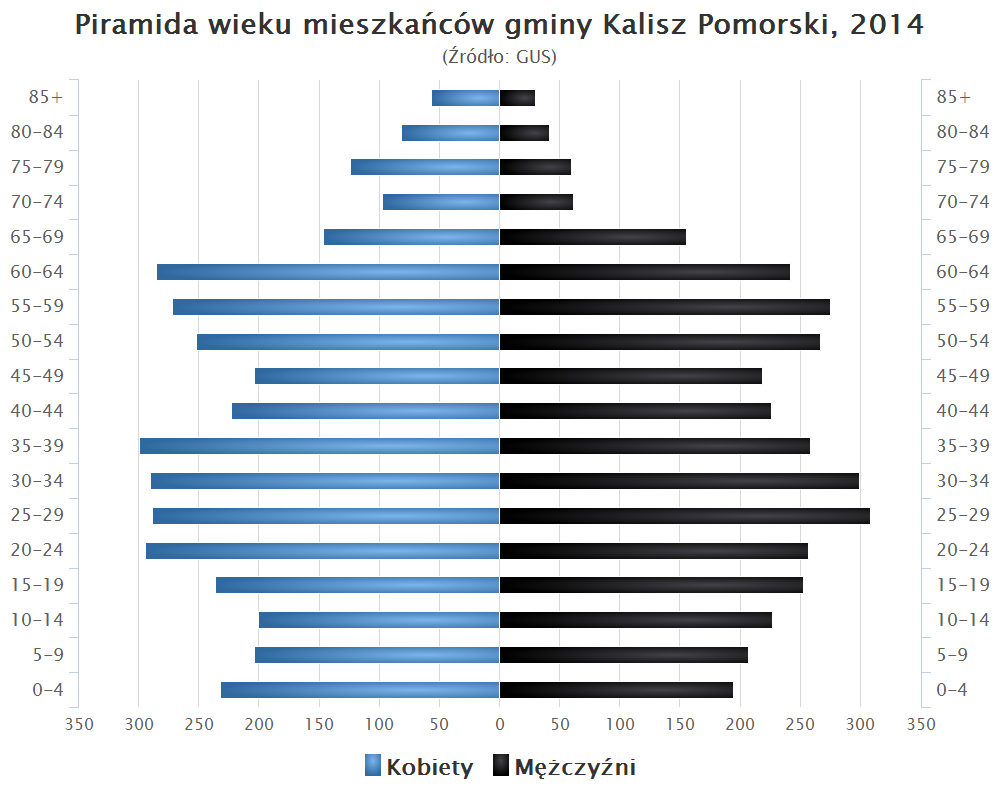
Piramida wieku mieszkańców gminy Kalisz Pomorski w 2014 roku

Dane z 31 grudnia 2016 r.:
| Opis           | Ogółem | Ogółem | Kobiety | Kobiety | Mężczyźni | Mężczyźni |
| -------------- | ------ | ------ | ------- | ------- | --------- | --------- |
| Jednostka      | osób   | %      | osób    | %       | osób      | %         |
| Populacja      | 7406   | 100    | 3816    | 51,53   | 3590      | 48,47     |
| Miasto         | 4383   | 59,18  | 2311    | 31,20   | 2072      | 27,98     |
| Obszar wiejski | 3023   | 40,82  | 1505    | 20,32   | 1518      | 20,50     |

## Gospodarka
Gospodarka gminy opiera się na przemyśle drzewnym, leśnym, rolnictwie oraz przemyśle rolno-spożywczym. Ponadto w gminie rozwija się handel detaliczny, usługi transportowe, hotelarskie, gastronomiczne oraz produkcja galanterii drewnianej.
Na terenie gminy ustanowiono podstrefę Kalisz Pomorski – Słupskiej Specjalnej Strefy Ekonomicznej, która obejmuje 1 kompleks o powierzchni 9,39 ha. Teren podstrefy zlokalizowany jest w południowej części Kalisza Pomorskiego (przy ul. Przemysłowej). Przedsiębiorcy podejmujący działalność gospodarczą na terenie podstrefy mogą skorzystać z pomocy publicznej w formie zwolnienia z części podatku dochodowego CIT lub części dwuletnich kosztów pracy.

## Przyroda i turystyka
Gmina znajduje się na Pojezierzu Drawskim, z Puszczą Drawską, które jest jednocześnie w środkowej części gminy. Gmina ma urozmaiconą rzeźbę terenu powstałą po przejściu lądolodu skandynawskiego. W obszarach tych występują też wzgórza morenowe. Przez gminę przepływa rzeka Drawa dostępna dla kajaków. Atrakcją turystyczną gminy są czyste ichtiologiczne jeziora, z czego cztery w samym Kaliszu. Nad największym z nich, jeziorem Bobrowo Wielkie jest strzeżona plaża miejska. Północno-zachodnia część gminy jest niezamieszkana, znajduje się tam Poligon Drawski, na którym ćwiczenia mają wojska NATO. Tereny leśne zajmują 59% powierzchni gminy, a użytki rolne 20%.

## Infrastruktura i transport

### Transport drogowy
Przez gminę Kalisz Pomorski prowadzi tranzytowa droga krajowa nr 10 Szczecin-Bydgoszcz-Płońsk, łącząca miasto z Mirosławcem (16 km) i Reczem (26 km). Z Kalisza do Szczecina jest 100 km, do Koszalina 124, do Piły 74. Przez gminę przebiega również droga wojewódzka nr 175 łącząca drogi krajowe 10 w Kaliszu i 20 w Drawsku Pomorskim. Droga można dojechać przez Drawno (14 km) do Choszczna (14 km) oraz w przeciwnym kierunku do Drawska Pomorskiego (27 km).

### Transport kolejowy
Kalisz Pomorski uzyskał połączenie kolejowe w 1888 r. po wybudowaniu odcinka z Wałcza (wcześniej powstał fragment do Piły) W 1895 r. linię wydłużono do Stargardu. Także w 1895 r. powstała druga linia do Choszczna, a w 1900 r. przez Wierzchowo do Złocieńca. Cała linia Choszczno – Złocieniec została zamknięta w 1996 r. W 2000 r. tego samego doznała linia Stargard – Piła, chociaż odcinek Stargard – Kalisz Pomorski był później kilkakrotnie otwierany i zamykany. 1 września 2006 r. ponownie został przywrócony ruch na tej linii, jest on obsługiwany autobusami szynowymi. Do nieistniejącej obecnie wsi Poźrzadło (położonej przy jeziorze Poźrzadło) w 1896 r. otwarto wąskotorową linię kolejową ze Stargardu. Odcinek Dobrzany- Poźrzadło został zamknięty ok. 1965 r., a wkrótce potem rozebrany. Obecnie w gminie czynne są dwie stacje kolejowe: Kalisz Pomorski i Prostynia oraz trzy przystanki osobowe: Kalisz Pomorski Miasto, Cybowo i Biały Zdrój Południowy.

### Poczta
W gminie czynny jest jeden urząd pocztowy: Kalisz Pomorski (nr 78-540).

## Administracja
W 2016 roku wykonane wydatki budżetu gminy Kalisz Pomorski wynosiły 42,5 mln zł, a dochody budżetu 46,2 mln zł. Zobowiązania samorządu (dług publiczny) według stanu na koniec 2016 r. wynosiły 12,0 mln zł, co stanowiło 26,0% poziomu dochodów.
Gmina jest obszarem właściwości Sądu Rejonowego w Drawsku Pomorskim. Sprawy z zakresu ubezpieczeń społecznych oraz sprawy gospodarcze są rozpatrywane przez Sąd Rejonowy w Koszalinie. Gmina jest obszarem właściwości Sądu Okręgowego w Koszalinie. Gmina (właśc. powiat drawski) jest obszarem właściwości miejscowej Samorządowego Kolegium Odwoławczego w Koszalinie.
Mieszkańcy gminy Kalisz Pomorski razem z mieszkańcami gminy Drawsko Pomorskie wybierają 7 radnych do Rady Powiatu Drawskiego, a radnych do Sejmiku Województwa Zachodniopomorskiego w okręgu nr 3. Posłów na Sejm wybierają z okręgu wyborczego nr 40, senatora z okręgu nr 99, a posłów do Parlamentu Europejskiego z okręgu nr 13.
Gmina Kalisz Pomorski utworzyła 14 jednostek pomocniczych – sołectw.
Sołectwa:
Biały Zdrój, Bralin, Cybowo, Dębsko, Giżyno, Krężno, Pepłówek, Pomierzyn, Poźrzadło Wielkie, Prostynia, Sienica, Stara Korytnica, Stara Studnica i Suchowo.

## Miejscowości
- Miasto:

Kalisz Pomorski
- Wsie:

Borowo, Głębokie, Jasnopole, Jaworze, Pruszcz i Ślizno, Biały Zdrój, Bralin, Cybowo, Dębsko, Giżyno, Krężno, Pepłówek, Pomierzyn, Poźrzadło Wielkie, Prostynia, Sienica, Stara Korytnica, Stara Studnica i Suchowo.
- Osady:

Karwiagać, Łowno, Skotniki, Smugi, Tarnice i Wierzchucin
- Nieistniejące miejscowości:

Lipinki, Pniewy, Poźrzadło Dwór, Poźrzadło Małe, Siekiercze

## Współpraca samorządów
- Kaltenkirchen[potrzebny przypis]
- Torgelow[potrzebny przypis]